# 22149 Cinyras
22149 Cinyras è un asteroide troiano di Giove del campo greco. Scoperto nel 2000, presenta un'orbita caratterizzata da un semiasse maggiore pari a 5,172822 UA e da un'eccentricità di 0,045839, inclinata di 21,467660° rispetto all'eclittica. Ha un diametro di 48,190 km, un periodo di rotazione di 7,84 ore e un'albedo di 0,063.
È dedicato a Cinira, mitico re di Cipro, che donò la corazza ad Agamennone.